# Hrabstwo Tazewell (Wirginia)

Piramida wieku hrabstwa

Hrabstwo Tazewell – hrabstwo w USA, w stanie Wirginia, według spisu z 2000 roku liczba ludności wynosiła 44598. Siedzibą hrabstwa jest Tazewell.

## Geografia
Według spisu hrabstwo zajmuje powierzchnię 1347 km², z czego 1347 km² stanowią lądy, a 0 km² – wody.

### Miasta
- Bluefield
- Cedar Bluff
- Pocahontas
- Richlands
- Tazewell

### CDP
- Claypool Hill
- Gratton
- Springville

### Sąsiednie hrabstwa
- Hrabstwo McDowell (Wirginia Zachodnia)
- Hrabstwo Mercer (Wirginia Zachodnia)
- Hrabstwo Buchanan
- Hrabstwo Russell
- Hrabstwo Smyth
- Hrabstwo Bland